# Klaversonate nr. 16 (Mozart)
Klaversonate nr. 16 i C-dur (K. 545) også kendt under navnene sonata facile og sonata semplice, er en sonate af Wolfgang Amadeus Mozart. Stykket, der beskrives som relativt let at spille (deraf kaldenavnet sonata facile; enkel sonate), er en af Mozarts mest kendte klaversonater.
Sonaten består af tre kortere satser; allegro, andante og en afsluttende rondo. Den blev tilføjet kataloget den 26. juni 1788, samme dag som Symfoni nr. 39, en af Mozarts mest kendte symfonier, men ikke udgivet før 1805 af Johann Anton André.